# Second Winter
Second Winter ist das dritte Studioalbum des amerikanischen Bluesrock-Musikers Johnny Winter.

## Hintergrund
Das Album wurde im Juli und August 1969 in Nashville, Tennessee aufgenommen und im selben Jahr als Doppel-LP von Columbia Records mit einer unbespielten vierten LP-Seite veröffentlicht. Johnny Winter kommentierte dies so: „[...] Außerdem gefiel uns alles, was wir gemacht hatten, richtig gut, und wir wollten keinen der Songs weglassen. Wir konnten euch wirklich nicht mehr geben und wollten euch auch nicht weniger geben. So ist es genau das, was wir in Nashville gemacht haben – nicht mehr und nicht weniger.“
Die Titelauswahl des Album enthält u. a. Interpretationen der Rock-’n’-Roll-Klassiker Slippin’ and Slidin’, Miss Ann (Little Richard) und Johnny B. Goode (Chuck Berry) sowie fünf Eigenkompositionen von Johnny Winter. Besondere Aufmerksamkeit erregte die Interpretation des Bob-Dylan-Titels Highway 61 Revisited auf der Slidegitarre. Der Titel gehörte seither zum festen Bestandteil des Konzertprogramms von Winter.
Im Jahr 2004 erschien das Album auf Legacy Edition als Doppel-CD. Die erste CD enthält das Original-Album mit zwei Bonustiteln, die bei den Studioaufnahmen im Jahr 1969 entstanden. Auf der zweiten CD ist ein bis dahin unveröffentlichter Konzertmitschnitt vom 17. April 1970 in der Royal Albert Hall in London zu hören.

## Titelliste

### Original LP Second Winter (1969)

#### LP Seite 1
1. Memory Pain (Percy Mayfield) – 5:27
2. I'm Not Sure (Johnny Winter) – 5:18
3. The Good Love (Dennis Collins) – 4:38

#### LP Seite 2
1. Slippin' and Slidin' (Albert Collins, Edwin Bocage, James Smith, Little Richard) – 2:43
2. Miss Ann (Enotris Johnson, Little Richard) – 3:04
3. Johnny B. Goode (Chuck Berry) – 3:45
4. Highway 61 Revisited (Bob Dylan) – 5:07

#### LP Seite 3
1. I Love Everybody (Johnny Winter) – 3:50
2. Hustled Down in Texas (Johnny Winter) – 3:31
3. I Hate Everybody (Johnny Winter) – 2:35
4. Fast Life Rider (Johnny Winter) – 7:05

### Doppel-CD der Legacy Edition (2004)

#### CD 1: Studioalbum Second Winter (1969) und zwei Bonustitel
1. Memory Pain (Percy Mayfield) – 5:31
2. I'm Not Sure (Johnny Winter) – 5:21
3. The Good Love (Dennis Collins) – 4:42
4. Slippin' and Slidin' (Albert Collins, Edwin Bocage, James Smith, Little Richard) – 2:43
5. Miss Ann (Enotris Johnson, Little Richard) – 3:39
6. Johnny B. Good (Chuck Berry) – 3:45
7. Highway 61 Revisited (Bob Dylan) – 5:08
8. I Love Everybody (Johnny Winter) – 3:48
9. Hustled Down in Texas (Johnny Winter) – 3:32
10. I Hate Everybody (Johnny Winter) – 2:33
11. Fast Life Rider (Johnny Winter) – 7:03
12. Early in the Morning (Dallas Bartley, Leo Hickman, Louis Jordan) – 3:49 (Bonustitel)
13. Tell the Truth (Lowman Pauling) – 4:30 (Bonustitel)

#### CD 2: Konzert vom 17. April 1970 in der Royal Albert Hall, London
1. Help Me (Rice Miller, Ralph Bass, Willie Dixon) – 4:58
2. Johnny B. Good (Chuck Berry) – 3:40
3. Mama Talk to Your Daughter (Alex Atkins, J. B. Lenoir) – 5:16
4. It’s My Own Fault (B. B. King) – 11:59
5. Black Cat Bone (Johnny Winter) – 5:37
6. Mean Town Blues (Johnny Winter) – 11:11
7. Tobacco Road (John D. Loudermilk) – 11:04
8. Frankenstein (Edgar Winter) – 9:10
9. Tell the Truth (Lowman Pauling) – 9:07

## Besetzung

### Studioalbum Second Winter (1969)
- Johnny Winter: Gitarre, Gesang, Mandoline
- Tommy Shannon: Bass
- „Uncle“ John Turner: Schlagzeug
- Edgar Winter: Klavier, Keyboard, Altsaxophon, Cembalo
- Dennis Collins: Bass auf The Good Love

### Konzert vom 17. April 1970 in der Royal Albert Hall, London
- Johnny Winter: Gitarre, Gesang
- Tommy Shannon: Bass
- „Uncle“ John Turner: Schlagzeug
- Edgar Winter: Keyboard, Saxophon, Gesang
- Jerry Rappaport: Produzent

## Rezeption
Das Album erreichte Platz 55 in den Billboard 200 Album-Charts.
Fidel Beserra kommentierte auf Blues Rock Review: „Die 1969 veröffentlichte, ursprünglich dreiseitige LP Second Winter ist Johnny Winters zweites abendfüllendes Werk bei einem großen Label. Das Album, das weithin als Winters vielseitigstes Werk gilt, erweitert seinen etablierten Bluesrock-Sound und kombiniert ihn mit einem zusätzlichen Flair von Funk und Jazz. Das Ergebnis ist eine explosive und kultige Angelegenheit, bei der Winter sich durch eine Reihe von bekannten Covers und Eigenkompositionen schmettert und schreit. Das Album beginnt mit dem stechenden Acid-Blues von ‚Memory Pain‘, gefolgt von Little Richards ‚Slippin’ and Slidin’, bei dem Edgars herausragende Saxophonkünste zur Geltung kommen. Winter ehrt weiterhin die Rock'n'Roll-Pioniere, indem er Chuck Berrys ‚Johnny B. Goode‘ gnadenlos angreift, bevor er eine überlebensgroße Version von Bob Dylans ‚Highway 61 Revisited‘ entfesselt. Der hervorragende Jazzrock-Titel ‚I Hate Everybody‘ und die etwas experimentelle Kraftprobe ‚Fast Life Rider‘ beschließen das hervorragende Album.“
Cub Koda bewertete das Album bei Allmusic: „Johnnys zweites Columbia-Album zeigt einen Künstler im Übergang. Er ist offensichtlich immer noch ein texanischer Blueser, der im gleichen Trio-Format aufnimmt, mit dem er Dallas verlassen hat. Aber seine Musik bewegt sich in Richtung der Rock-&-Roll-Klänge, die er später kreieren sollte. Der Opener „Memory Pain“ führt ihn in psychedelische Blues-Rock-Gefilde, während Old-Time-Rocktitel wie ‚Johnny B. Goode‘, ‚Miss Ann‘ und ‚Slippin’ and Slidin’‘ ihm vertraute Landschaften bieten, auf denen er seine patentierten Licks versprühen kann. Seine Bearbeitung von Dylans ‚Highway 61 Revisited‘ ist der Höhepunkt des Albums, ein karrierebestimmender Titel, der bis an sein Lebensende ein wichtiger Bestandteil seiner Setlist bleiben sollte.“